# Дани Гуиса
Даниел Гонсалес Гуиса (на испански: Daniel González Güiza), по-известен като Дани Гуиса е испански футболист от ромски произход, който играе като нападател. Европейски шампион с испанския национален отбор през 2008 г. Роден е на 17 август 1980 година в Херес де Ла Фронтера област Кадис, провинция Андалусия.

## Състезателна кариера
Започва да тренира футбол в школата на Херес КД в Сегунда Дивисион. През 1999 година, все още тийнейджър, преминава в елитния Майорка. За три сезона в островния клуб не успява да впечатли, като записва участие в едва 7 срещи и отбелязва само 1 гол.
След два сезона и лутане в скромни отбори от Терсера Дивисион, преминава в Мурсия. Талантът му е забелязан и само след една година – 2005 е привлечен в елитния Хетафе. В столичния клуб Гуиса развива напълно таланта си и се превръща в основен реализатор на отбора. Отбелязва 20 гола само за 60 мача, а отборът от покрайнините на Мадрид в две последователни години завършва 9-и в Примера Дивисион.
През юли 2007 г., Гуиса се завръща в Майорка, за да завърши сезона като голмайстор на Примера с цели 27 гола, без нито една дузпа. Подгласници са му Луиш Фабиано и Серхио Агуеро.
На 8 юли 2008 г., последва наставника си от националния отбор – Луис Арагонес и преминава за 4 години в турския шампион Фенербахче, а трансферната сума от €14 милиона, го превръща в най-скъпия чуждестранен състезател в турската Суперлига.

## Национален отбор
На 8 ноември 2007, Гуиса получава първата си покана за испанския нац.отбор за квалификациите срещу Швеция и Северна Ирландия по пътя към Евро 2008. Прави дебюта си за „Ла Фурия“ в мач срещу британците на 21 ноември при победата с 1:0, а срещата се играе в Лас Палмас де Гран Канария. След този мач, Гуиса става част от отбора на Испания за Евро 2008.
На 18 юни 2008 година, Гуиса вкарва втория гол за Испания при победата с 2:1 над Гърция в груповата фаза на Евро 2008. На четвъртфинала срещу Италия, при изпълнението на наказателните удари, Дани пропуска 4-тата дузпа за Испания Архив на оригинала от 2008-12-29 в Wayback Machine.. Въпреки това отборът му се класира за 1/2 финала.
В полуфиналния мач срещу Русия, Гуиса вкарва своя втори гол на Евро 2008, а Испания печели мача с 3:0. Взима участие и във финалния мач срещу Германия, където „Ла Фурия“ триумфира с титлата, след победа с 1:0.

## Личен живот
Дани Гуиса живее със своята приятелка, Нурия Бермудес, която е испански модел и знаменитост. Тя е официален представител на ФИФА, и личен мениджър на играча. Те имат един син Даниел (1.12.2007). Жълтата преса в Испания свързват името на красавицата с любовни авантюри с Дейвид Бекъм и Кристиано Роналдо.

## Отличия
- Майорка
  - Голмайстор на Примера Дивисион – 2007 – 08
- Испания
  - Европейски шампион – Евро 2008